# Live Damage
Live Damage è il primo DVD live dei Dark Tranquillity. È stato registrato a un concerto tenutosi a Cracovia, in Polonia, il 7 ottobre 2002 durante il Damage Done tour.
Il materiale bonus presente include alcune registrazioni dei concerti di Essen, Atene e Parigi, più interviste ai membri della band, galleria fotografica e altro.

## Tracce
1. "Intro" − ???
2. "The Wonders at Your Feet" − 3:45
3. "The Treason Wall" − 3:37
4. "Hedon" − 4:34
5. "White Noise/Black Silence" − 4:03
6. "Haven" − 3:57
7. "Punish My Heaven" − 5:06
8. "Monochromatic Stains" − 3:52
9. "Undo Control" − 4:56
10. "Indifferent Suns" − 3:34
11. "Format C: For Cortex" − 4:30
12. "Insanity's Crescendo" − 5:39
13. "Hours Passed in Exile" − 4:45
14. "The Sun Fired Blanks" − 4:36
15. "Damage Done" − 3:22
16. "Lethe" − 4:03
17. "Not Built to Last" − 3:54
18. "Thereln" − 5:37
19. "Zodijackyl Light" − 4:02
20. "Final Resistance" − 3:05
21. "Outro - Ex Nihilo" − 0:51

### Bonus
Live in Essen (Bootleg):
1. "White Noise/Black Silence"
2. "Haven"
3. "The Wonders at Your Feet"
4. "Final Resistance"

Credits
- Registrato ad Zeche Carl, Essen, Germania - 13 novembre 2002.
- One camera Bootleg Video Footage.
- Camera by: Marcel "King of Crange" Denghaus

Live in Atene/Parigi (Bootleg):
1. "ThereIn"*
2. "Zodijackyl Light"*
3. "Final Resistance"*
4. "Damage Done"**
5. "The Wonders at Your Feet"**
6. "Final Resistance"**
7. "Punish My Heaven"*
8. "Monochromatic Stains"*
9. "ThereIn"**
10. "Haven"*
11. "Hedon"**
12. "White Noise/Black Silence"*

Credits
- * − Recorded at Gagarin Club, Atene, Grecia - 20 ottobre 2002.
- ** − Recorded at La Locomotive, Paris, France - 19 novembre 2002,

Bonus videos:
1. "Monochromatic Stains" (Video clip)
2. "ThereIn" (Video Clip)

Also includes:
- Interview with the band
- Band biography and individual members' profiles
- Discography
- Photo gallery
- Art gallery
- Desktop images
- Web links